# Drosophila mariettae
Drosophila mariettae är en tvåvingeart som beskrevs av Vilela 1983. Drosophila mariettae ingår i släktet Drosophila och familjen daggflugor.
Artens utbredningsområde är Honduras.